# Carea stueningi
Carea stueningi är en fjärilsart som beskrevs av Kobes 1988. Carea stueningi ingår i släktet Carea och familjen trågspinnare. Inga underarter finns listade i Catalogue of Life.